# The King of Fighters XIV
The King of Fighters XIV (ザ・キング・オブ・ファイターズ XIV?) è un picchiaduro a incontri sviluppato e pubblicato dalla SNK in Giappone, e pubblicato tramite la Atlus USA in America e la Deep Silver in Europa. È il primo gioco della serie che possiede una grafica 2.5D.

## Modalità di gioco
The King of Fighters XIV ha come caratteristica modelli completamente in 3D, come lo spin-off The King of Fighters: Maximum Impact, seppur su un piano a 2D come Street Fighter IV e le sue espansioni, mantenendo comunque la formula usata nei predecessori. Il giocatore (come negli altri titoli) può scegliere una squadra composta da tre personaggi, che combatteranno con un'altra squadra formata da altrettanti personaggi. È stato inoltre rimosso il sistema Hyper Drive, sostituito invece da una nuova versione della "Max Mode", già presente in titoli precedenti. Nella Max Mode, il personaggio può eseguire un numero illimitato di mosse speciali EX per un breve periodo di tempo, periodo che dipende dalla posizione in cui si trova il personaggio.
I personaggi possiedono tre tipi di Super: tra i primi due ritroviamo le "Super Special Moves" e le "Max Super Special Moves", queste ultime necessitanti di minimo due barre di potenza come requisito (una nel caso della Max Mode); la terza si chiama "Climax Super Special Moves", i tipi di Super più forti del gioco, che richiedono tre barre di potenza come requisito (due nel caso della Max Mode). Il gioco include anche la meccanica "Just Defend", già presente in Garou: Mark of the Wolves. Il sistema di spinta HD permette anche di far sbattere l'avversario contro il muro, potendo così continuare le combo. Il gioco è programmato per essere giocato in modo simile a The King of Fighters XIII durante la Max Mode, dove il giocatore può usare mosse speciali EX e tre livelli di Super che possono essere "cancellate" nel loro ordine di gerarchia. Per i principianti, è anche presente la modalità "Rush Combo", semplice e automatica. Il lobby online possiede tre modalità: Vs a squadre, Vs. singolo e Vs. Party; in queste modalità, vi possono partecipare fino a 12 giocatori, anche come spettatori.

## Trama
Nella modalità storia, i giocatori possono scegliere una squadra di tre combattenti e interagire con gli altri personaggi a seconda dei loro rapporti.
La storia inizia qualche anno dopo gli eventi dell'ultimo torneo. Un misterioso miliardario russo di nome Antonov acquista i diritti per il torneo del King of Fighters in modo così da ospitare un nuovo torneo, nel quale parteciperanno sia veterani che esordienti. Tuttavia, verso la fine del torneo, la squadra dovrà affrontare una strana ma minacciosa entità di nome Verse, la cui esistenza è in realtà risultata dalla distorsione spazio-temporale di Ash Crimson quando cambiò la linea temporale nel torneo precedente. Tale anomalia ha attratto personaggi da altri universi e altre dimensioni, come Nakoruru (dalla serie Samurai Shodown), oltre che alla creazione di nuovi personaggi, tra cui Shun'ei, Meitenkun e Kukri.

## Personaggi e squadre
Team Japan
- Kyo Kusanagi[6]
- Benimaru Nikaido
- Goro Daimon[7]

Official Invitation Team
- Sylvie Paula Paula[8]
- Kukri[9]
- Mian[7]

Team South America
- Nelson[10]
- Zarina[7]
- Bandeiras Hattori[11]

Team Yagami
- Iori Yagami[6]
- Mature[7]
- Vice[8]

Team Kim
- Kim Kaphwan[8]
- Gang-Il[7]
- Luong[10]

Team Mexico
- Ramon[7]
- Angel[12]
- King of Dinosaurs[13]

Another World Team
- Nakoruru[7]
- Mui Mui[6]
- Love Heart[7]

Villains Team
- Xanadu[7]
- Chang Koehan[14]
- Choi Bounge[15]

Team China
- Shun'ei[7]
- Tung Fu Rue[15]
- Meitenkun[7]

K' Team
- K'[6]
- Kula Diamond[12]
- Maxima[12]

Ikari Warriors
- Ralf Jones[12]
- Clark Still[12]
- Leona Heidern[14]

Team South Town
- Geese Howard[16]
- Billy Kane[12]
- Hein[7]

Fatal Fury Team
- Terry Bogard[6]
- Andy Bogard[17]
- Joe Higashi[16]

Art of Fighting Team
- Ryo Sakazaki[16]
- Robert Garcia[13]
- Yuri Sakazaki[7]

Psycho Soldiers
- Athena Asamiya[10]
- Sie Kensou[7]
- Chin Gentsai[15]

Women Fighters
- King[6]
- Mai Shiranui[11]
- Alice[7]

Bosses
- Antonov[7]
- Verse[7]

DLC:
- Whip
- Ryuji Yamazaki
- Vanessa
- Rock Howard
- Oswald[18]
- Heidern[19]
- Najd
- Blue Mary[20]

## Accoglienza
| Testata                          | Versione | Giudizio |
| -------------------------------- | -------- | -------- |
| Metacritic (media al 25/02/2017) | PS4      | 79/100   |
| Destructoid                      | PS4      | 8/10     |
| EGM                              | PS4      | 8.5/10   |
| Eurogamer                        | PS4      | 8/10     |
| Game Informer                    | Tutte    | 7.3      |
| Game Revolution                  | Tutte    | 8/10     |
| GameSpot                         | Tutte    | 80       |
| GamesRadar+                      | Tutte    | 90       |
| IGN                              | Tutte    | 8/10     |
| Gaming Age                       | Tutte    | A+       |
| Metro GameCentral                | Tutte    | 8/10     |
| GameSpew                         | PC       | 9/10     |

The King of Fighters XIV ha ricevuto un'accoglienza generalmente positiva secondo le recensioni aggregate del sito Metacritic, con un punteggio di 79 su 100. Chris Dunlap di Gaming Age lo ha votato A+, ritenendolo il miglior gioco della serie The King of Fighters e raccomandandolo ai fan della serie per merito delle sue caratteristiche alletanti. Matt Espineli, scrittore della GameSpot, ne ha lodato il sistema di combattimento, adatto anche ai neofiti, ma ciritcato i modelli 3D dei personaggi. Anche Suriel Vazquez, scrittore della Game Informer, ne ha criticato il design, così come le difficoltà di padroneggiare le mosse di un personaggio senza il sistema Rush, ma ne ha comunque apprezzato la modalità online nonostante alcuni rallentamenti. Lucas Sullivan della GamesRadar è stato anche più positivo; mentre ha trovato i modelli tridimensionali più godibili e le meccaniche di gioco piacevoli, ha criticato la modalità Storia per la sua somiglianza con quelli degli arcade. Mollie Patterson della EGM ha scritto: "The King of Fighters XIV rivive la gloria del franchise dove più conta: gameplay e meccaniche di gioco." Metro lo ha riassunto come "Un reboot di successo per la serie picchiaduro venerabile, e un grande salto in avanti per chiunque sia rimasto deluso da Street Fighter V."
La versione Steam del gioco ha ricevuto un'accoglienza più favorevole. I critici hanno apprezzato le grafiche datate della versione PlayStation 4 aggiornate dalla SNK, rendendola più competente rispetto ad altri franchise picchiaduro come Street Fighter and Tekken. Tuttavia, si è notato il prezzo eccessivo per un port uscito un anno dopo quella dell'originale.
Il gioco è salito al 20º posto nelle classifiche dei titoli più venduti del Regno Unito. In Giappone, il gioco ha venduto 20,655 copie al lancio. A novembre 2017 la SNK ha annunciato che il periodo tra l'estate 2016 e l'estate 2017 è stato molto profittevole per merito di The King of Fighters XIV e dei suoi personaggi DLC. Nel 2016, The King of Fighters XIV è stato nominato come "Miglior Picchiaduro" ("Best Fighting Game") al Game Awards, vinto da Street Fighter V.
Il gioco ha anche inspirato un adattamento manga intitolato The King of Fighters: A New Beginning di Kyōtarō Azuma, pubblicato per la prima volta su Magazine Pocket della Kōdansha da gennaio 2018.